# Антоніус Айзенгойт

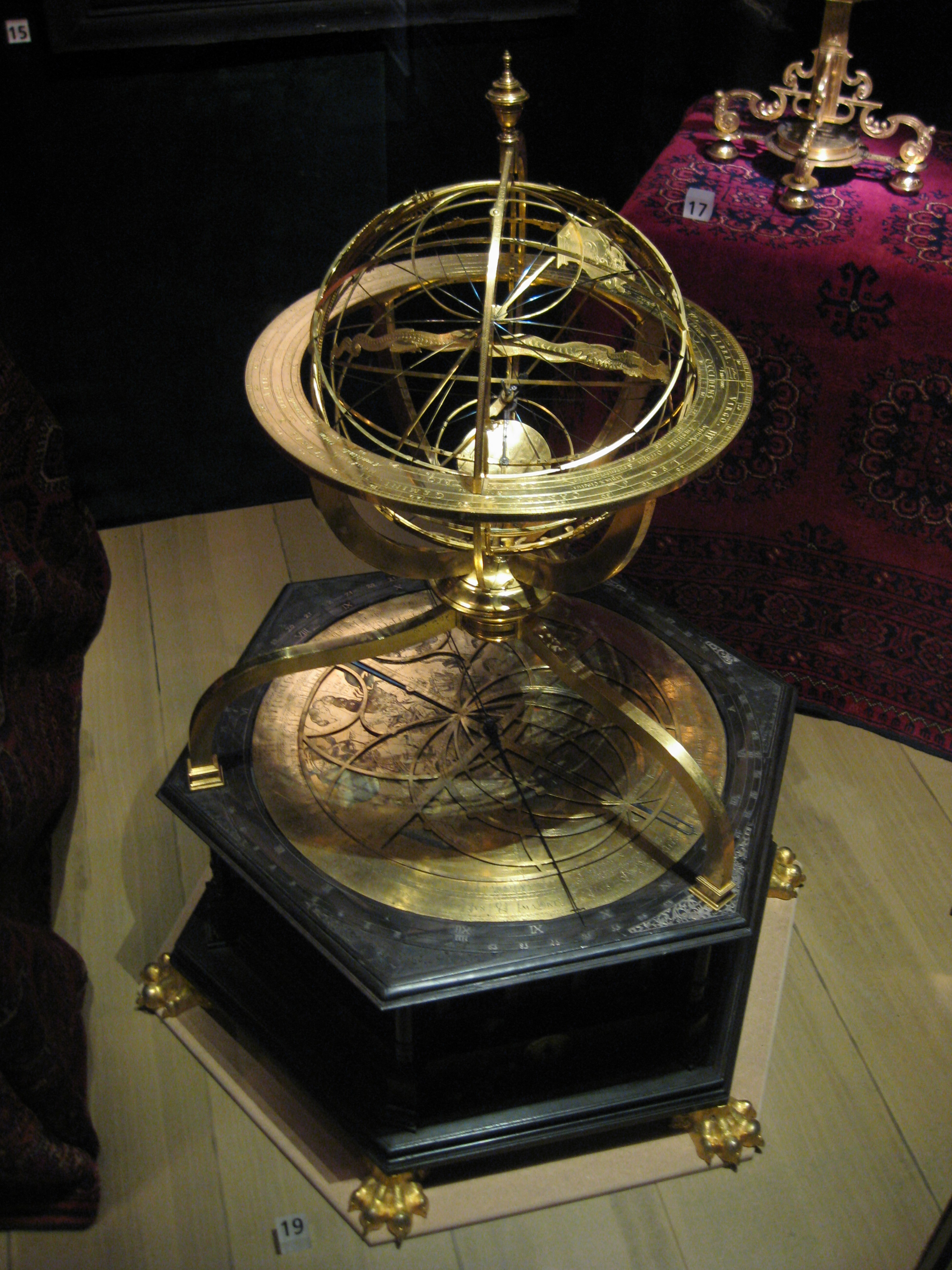
Йост Бюргі і Антоніус Айзенгойт: Армілярна сфера з астрономічним годинником, виготовлена в 1585 р. в м. Кассель, зараз у Скандинавському музеї у Стокгольмі

Антоніус Айзенгойт (нім. Antonius Eisenhoit; 1553/1554, Варбург — осінь 1603, Варбург) — німецький ювелір і графік.

## Життя і творчість
А.Айзенгойт отримав художню освіту в Нюрнберзі, підтримував також творчі зв'язки з майстрами з Нідерландів. Напередодні 1580 р. Айзенгойт приїздить у Рим, де за замовленням Мікеле Меркаті, префекта садів Ватикану створює понад 130 гравюр по міді на додаток до його описання ботанічної колекції Ватикану. Ці гравюри по міді оздоблюють знамениту, видану лише в 1717—1719 роках енциклопедичну працю Metallotheca. Темою графічних робіт майстра були також твори мистецтва античних часів (наприклад, створений із мармуру Аполон Бельведерський).
У середині 1580-х років А.Айзенгойт повертається в рідне місто. Тут він працює над чисельними приватними замовленнями. У 1594 році Айзенгойт, разом із математиком і придворним годинниковим майстром з м. Кассель Йостом Бюргі створює механічний небесний глобус (армілярну сферу) з зображенням відомих наприкінці XVI сторіччя сузір'їв. Всього таких глобусів було виготовлено 5 5 примірників, які зараз зберігаються в музеях Касселя, Парижу, Стокгольму и Цюриху.
Іншою відомою роботою А.Айзенгойта став складений з багатьох частин складний срібний вівтарний оклад, створений для падерборнського князя-єпископа Дітриха фон Фюрстенберга (1585—1618).